# Рідгольц (Золотурн)
Рідгольц (нім. Riedholz SO) — громада  в Швейцарії в кантоні Золотурн, округ Леберн.

## Географія
Громада розташована на відстані близько 33 км на північ від Берна, 4 км на північний схід від Золотурна.
Рідгольц має площу 7,2 км², з яких на 16% дозволяється будівництво (житлове та будівництво доріг), 42% використовуються в сільськогосподарських цілях, 39,3% зайнято лісами, 2,6% не є продуктивними (річки, льодовики або гори).

## Демографія
2019 року в громаді мешкало 2323 особи (+10,1% порівняно з 2010 роком), іноземців було 10,5%. Густота населення становила 325 осіб/км².
За віковим діапазоном населення розподілялося таким чином: 20,8% — особи молодші 20 років, 58% — особи у віці 20—64 років, 21,2% — особи у віці 65 років та старші. Було 988 помешкань (у середньому 2,3 особи в помешканні).
Із загальної кількості 435 працюючих 28 було зайнятих в первинному секторі, 109 — в обробній промисловості, 298 — в галузі послуг.